# Srdcovka nádherná

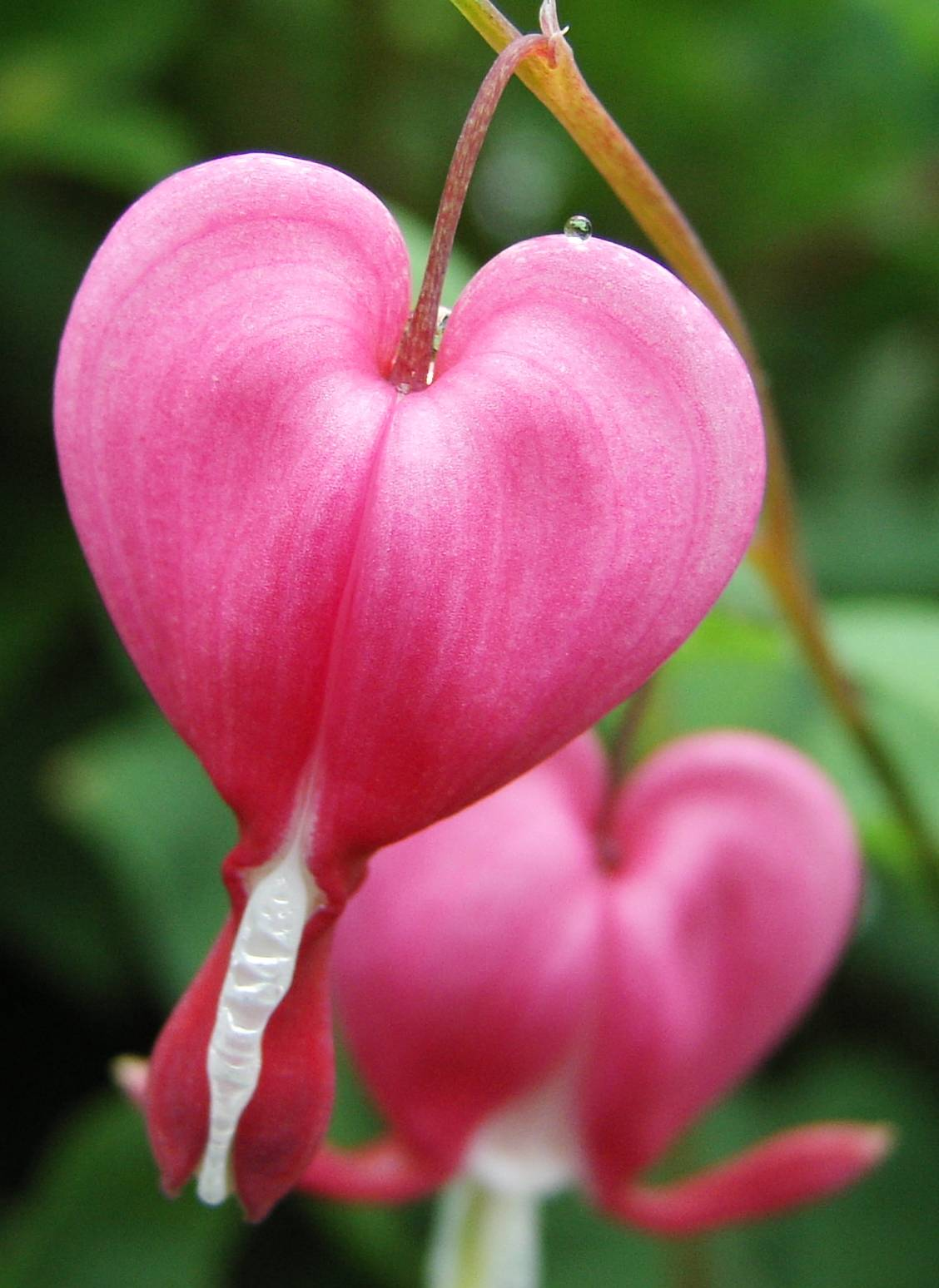
Květ srdcovky nádherné

Srdcovka nádherná (Lamprocapnos spectabilis) je zahradní okrasná rostlina kvetoucí nezaměnitelnými, červeně růžovými, vpravdě srdčitými květy na tenkých větvičkách.
Tento druh zažil taxonomické zemětřesení. Byl jako jediný vyjmutý z rodu Dicentra a vřazen do monotypického, zvláště pro něj vytvořeného rodu Lamprocapnos, oba rody mají české jméno srdcovka. Dále byla její tradiční čeleď zemědýmovité zrušena a všechny rody byly z ní přeřazeny do rozšířené čeledi mákovitých. Změny byly provedeny na základě fylogenetických výzkumů.

## Rozšíření
Tato bylina pochází z východní Asie, z oblastí řídkých, světlých a opadavých lesů v severovýchodní Číně a na Korejském poloostrově. Roste tam na zatravněných paloucích a svažnatých stráních v nadmořské výšce až 2800 m. Z Asie se dostala v 19. století do Evropy i Severní Ameriky a stala se oblíbenou rostlinou. Začala se pěstovat v zámeckých i venkovských zahradách a na některých místech zplaněla a unikla do domácí volné přírody.

## Ekologie
Rostlina vydrží po mnoho let růst a kvést na polostinném stanovišti s hlubokou, humózní půdou bohatou na živiny, mírně vlhkou a dobře propustnou. Pokud má květina dostatek vláhy v období růstu i v čase kvetení, poroste úspěšně i na místě plně osluněném. Nesnáší půdy těžké a trvale zamokřené. Z obav o poškození plytce ukrytých kořenů se nedoporučuje hluboké okopávání. Vydrží růst po mnoho let na stejném místě, dělení trsu není nutné.
Mimo vegetační období je v podmínkách Střední Evropy mrazuvzdorná. Začíná rašit v dubnu, je však citlivá na jarní mrazíky. Po zatažení rostliny se na podzim doporučuje na rostlinu přihrnout kompost nebo vyzrálý chlévský hnůj.

## Popis
Vytrvalá rostlina s přímými, šedě zelenými nebo načervenalými lodyhami vysokými 40 až 80 cm, které vyrůstají ve volných trsech z dužnatých, hlíznatých kořenů uložených jen nehluboko pod povrchem. Lodyha je lysá, v horní části obvykle rozvětvená a obloukovitě dolů ohnutá. Lodyžní listy s řapíky mají trojúhelníkovité čepele dvoj až trojnásobně zpeřené, jejich obvejčité laločnaté lístky na krátkých řapíčcích jsou po obvodě jemně zubaté, lysé a na horní straně tmavozelené a na spodní šedozelené.
V obryse srdčité květy na chabých stopkách vytvářejí 15 až 25 cm dlouhá květenství, převislé hrozny. Ty jsou tvořené sedmi až patnácti, jednostranně svěšenými květy vyrůstajícími z paždí listenů.
Květ má kalich tvořený dvěma, brzy opadavými plátky. Koruna je zploštěná, 15 až 25 × 15 až 20 mm velká, červeně růžová či vzácně bílá. Má čtyři plátky, vnější jsou polosrdčitého tvaru, vakovité a na vrcholu jsou nazpět ohnuté, vnitřní jsou elipsovité, žlábkovité, v polovině příčně zúžené a z květu vyčnívají bílým vrcholem. Tyčinky jsou vespod nitkami srostlé do dvou svazečků, výše jsou volné a nesou eliptické prašníky, čnělka s bliznou tyčinky převyšuje. Rostlina kvete v průběhu května a června. Ploidie druhu je 2n = 16.
Plod je podlouhlá, elipsoidní, mnohosemenná tobolka otvírající se po dozrání dvěma chlopněmi. Obsahuje kulovitá, tmavá semena schopná klíčit brzy po uzrání.

## Rozmnožování
Srdcovku nádhernou lze množit v období mimo vegetační období, na jaře nebo na podzim, rozdělením trsů. Pro spolehlivé ujmutí oddělku z trsu je nutno nepoškodit jeho křehké kořeny a vysadit ho mělce. V zahradnictvích se rozmnožuje také bylinnými řízky. Větší množství rostlin lze získat ze semen, která se vysejí hned po dozrání nebo na jaře do studeného pařeniště.

## Význam
Tato nenáročná rostlina patří mezi druhy, jenž koncem jara rychle vyrostou, asi dva měsíce (květen - červen) kvetou a pak její listy sežloutnou a celé rostlina zase rychle zaschne. Je tradiční rostlinou venkovských zahrad, která nepotřebuje náročnou péči a přesto každoročně kvete svými nezaměnitelnými květy srdčitého tvaru, odtud je také její rodové jméno „srdcovka“. Byly vyšlechtěny také některé kultivary, mezi nejznámější patří 'Gold Heart' s růžovými a 'Alba' s bílými květy nebo 'Goldheart' se zlatě zbarvenými listy.
V zahradnické praxi se doporučuje srdcovku nádhernou vysazovat do malých skupinek (ve sponu 40 × 40 cm) nebo jako solitéru mezi nižší trvalky, ty po jejím zatažení zakryjí uvolněnou plochu. Vhodné je také umístění po okrajích nízkých dřevin, do stinných partií a na okraje vyšších skalek. Lodyhy s květy jsou také vhodné k řezu (do vázy).

## Toxicita
Lodyhy i listy obsahují toxické izochinolinové alkaloidy protopin a sanguinarin, které mohou po styku s pokožkou u citlivých lidí vyvolat zánět. Po požití způsobují lehkou otravu projevující se nevolností a zvracením.

## Galerie

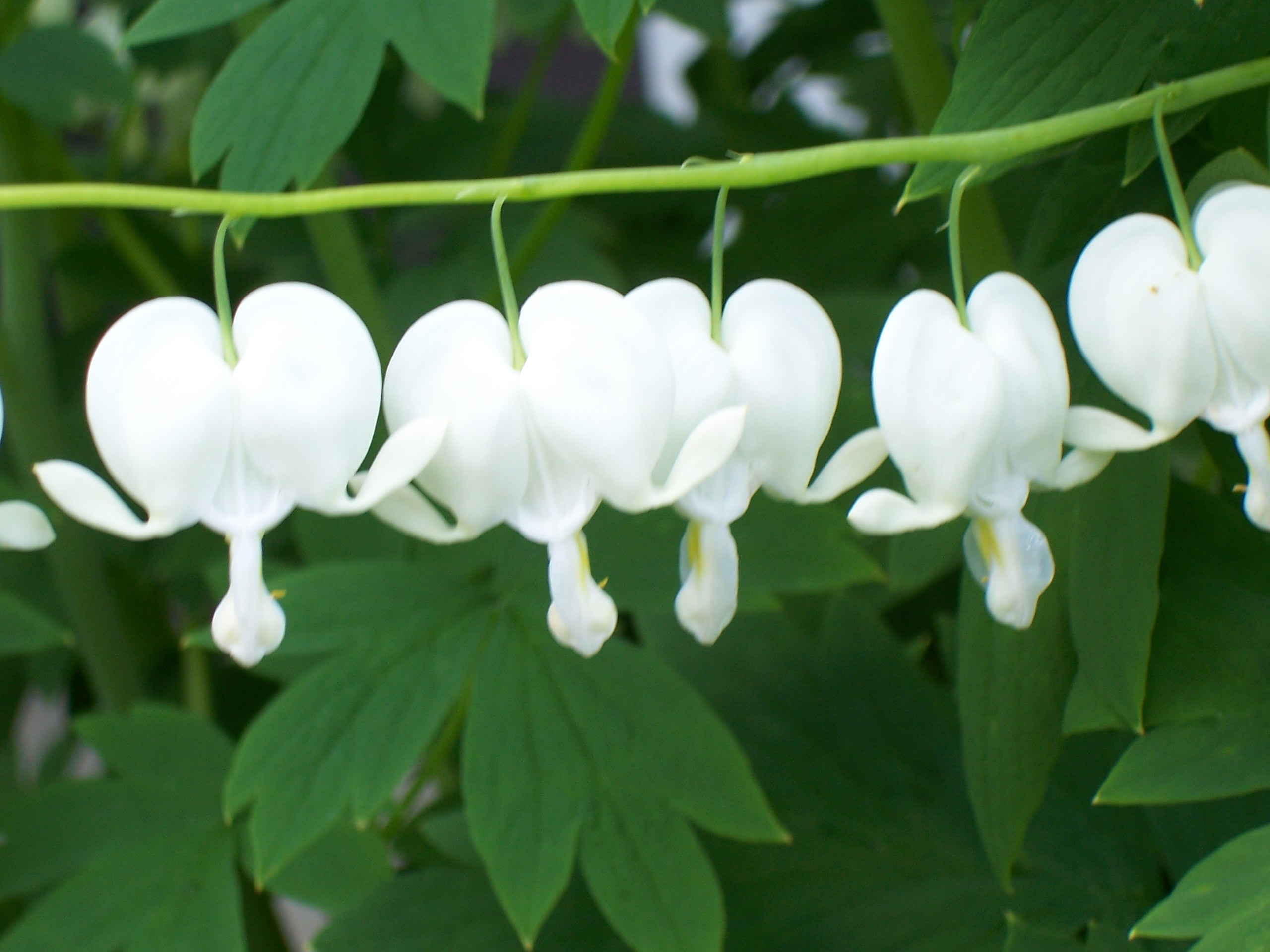
Kultivar 'Alba'
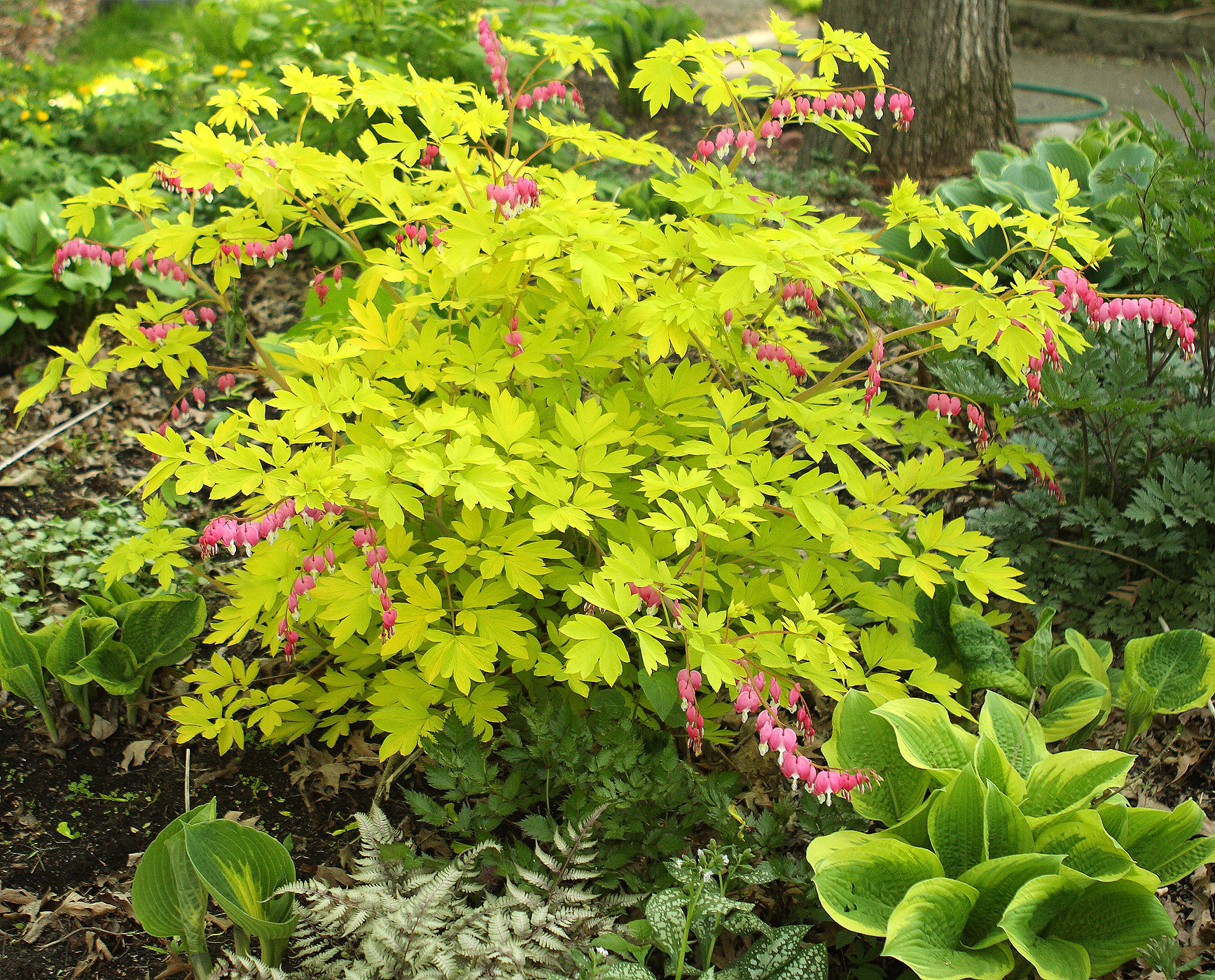
Kultivar 'Goldheart'
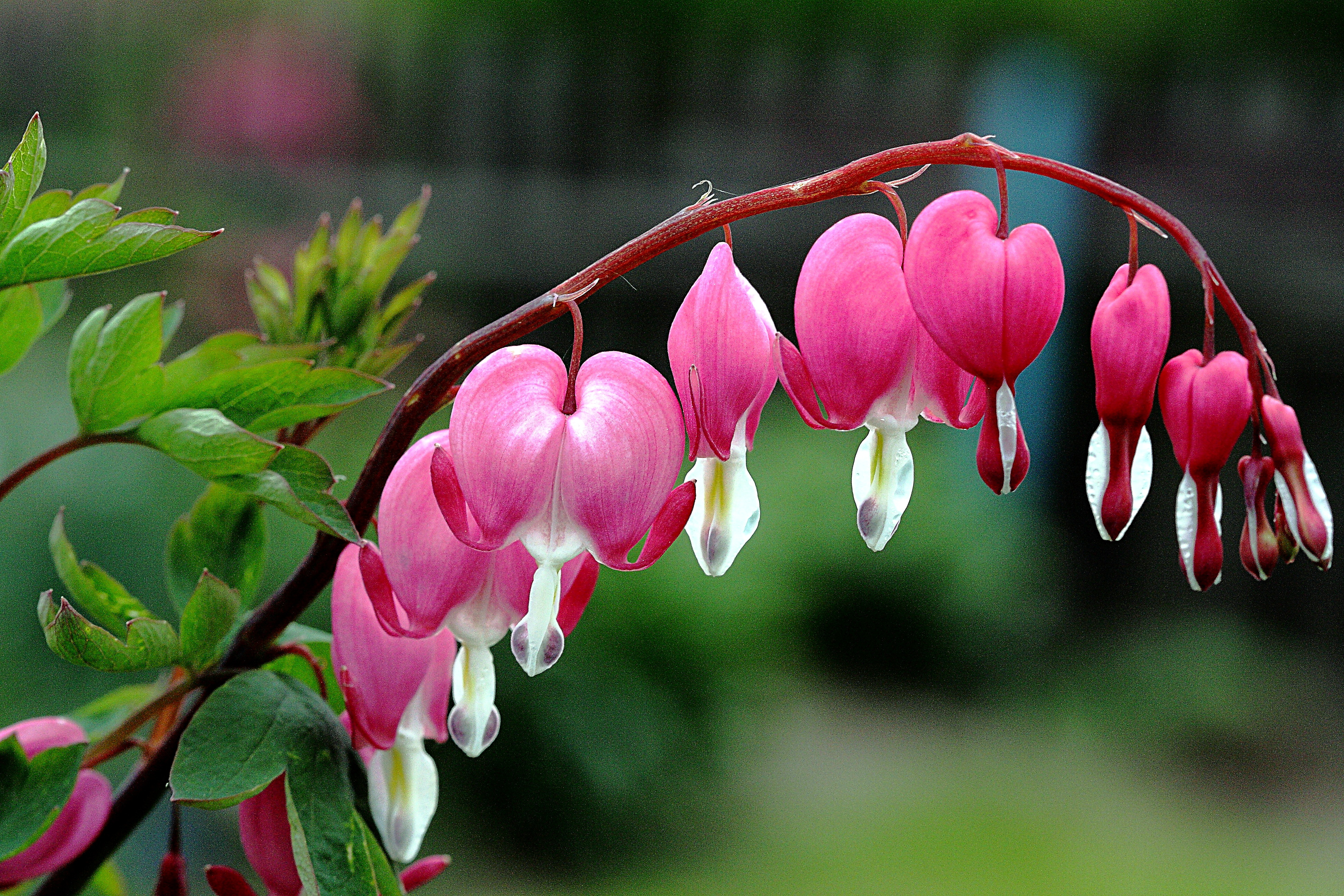
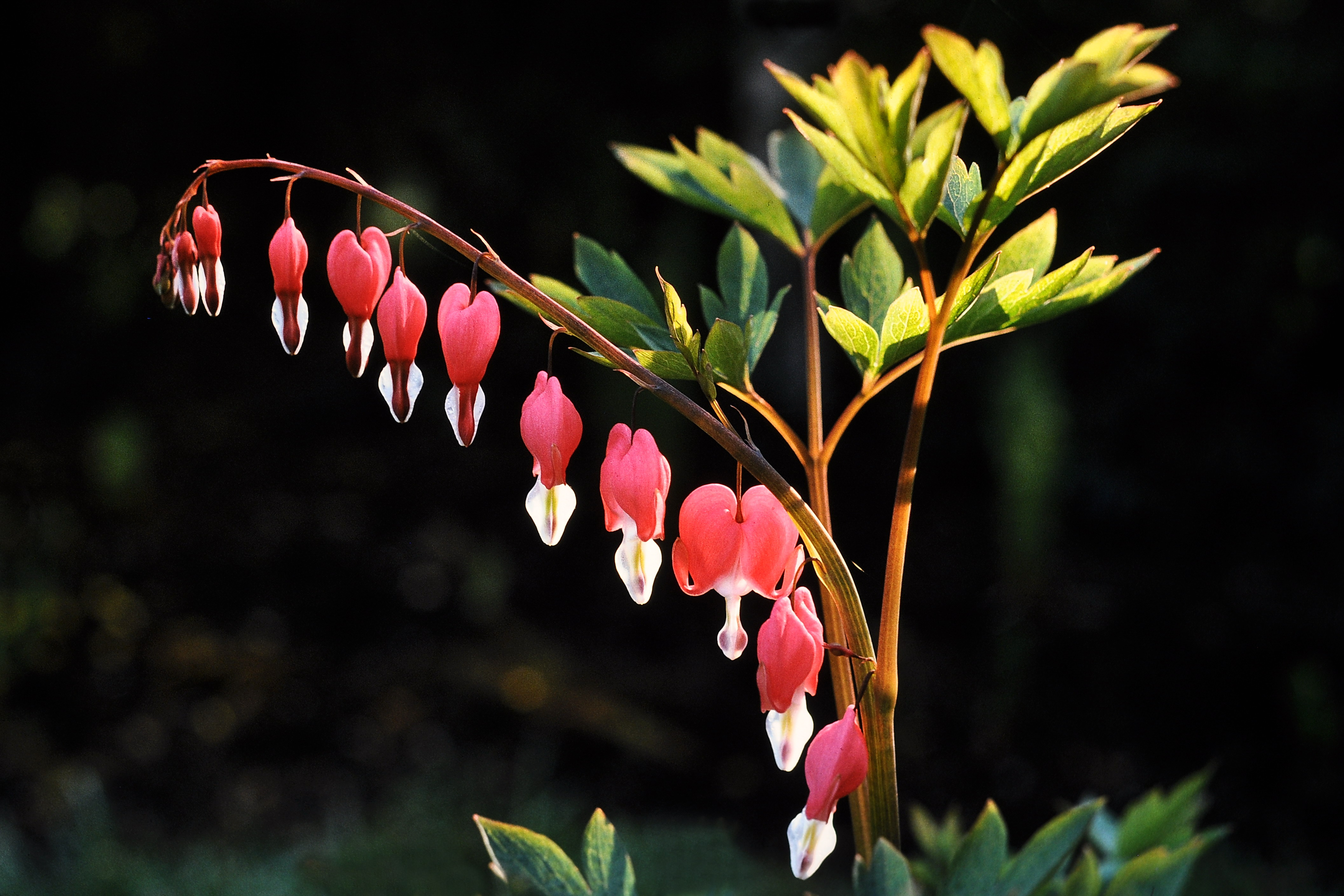
Květenství
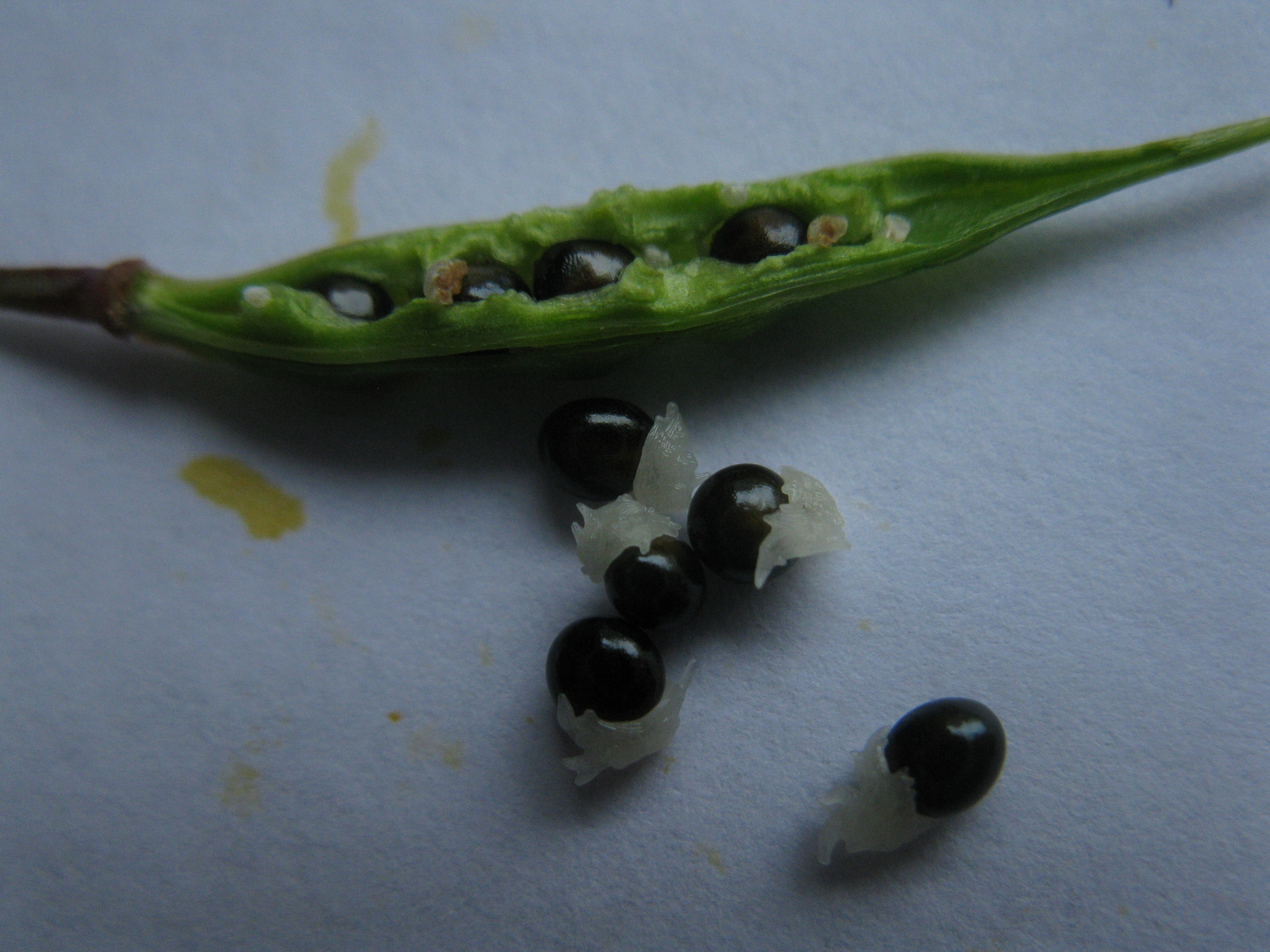
Tobolka a semena